# Dörenberg (Lipper Bergland)

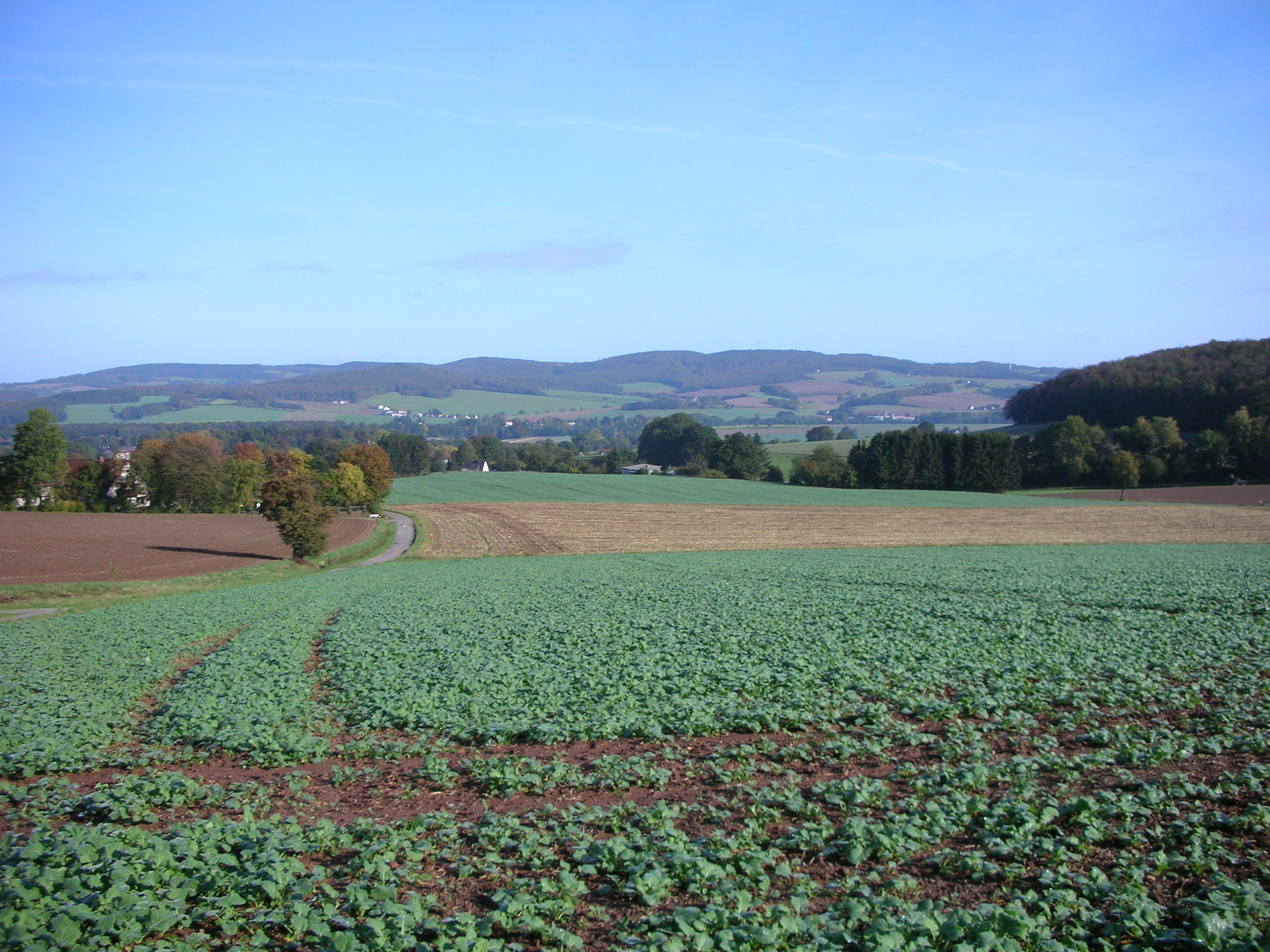
Blick aus dem Begatal mit, links im Vordergrund, Wendlinghausen nordostwärts zum Dörenberg

Der Dörenberg ist mit 392,5 m ü. NN der höchste Berg des Lipper Berglands in der Gemarkung Extertal in Lippe, Nordrhein-Westfalen.

## Geographie

### Geographische Lage
Der Dörenberg liegt im Nordteil des Lipper Berglands im Osten des Naturparks Teutoburger Wald / Eggegebirge. Gelegen im Südwesten des Gemeindegebiets von Extertal, deren Kernort Bösingfeld sich etwa 4,5 km nordöstlich befindet, ist sein Gipfel minimal etwa 340 m von der Grenze zur besonders westlich gelegenen Gemeinde Dörentrup entfernt, deren Kernort Hillentrup etwa 4,5 km westlich liegt. Am Nordhang seines Nordwestausläufers Schanzenberg befindet sich mit Linderhofe ein Weiler des Extertaler Ortsteils Asmissen.
Über die Westflanke des Dörenbergs und nördlich vorbei am Schanzenberg führt kurvenreich die Landesstraße 963, die den Dörentruper Ortsteil Schwelentrup im Westsüdwesten mit Bösingfeld im Ostnordosten verbindet; von ihr zweigt im Weiler Linderhofe nach Südosten die am Berggipfel vorbeiführende Kreisstraße 46 ab.

### Wasserscheide
Über den Höhenzug des sich von Nordwesten nach Südosten erstreckenden Dörenbergs verläuft eine natürliche Wasserscheide. Sie trennt das Tal der durch die Gemeinde Extertal fließenden Exter im Osten von jenem der durch die Gemeinde Dörentrup verlaufenden Bega im Südwesten.

## Burg Sternberg
Auf der Westschulter des Dörenberg-Ausläufers Schanzenberg (379,7 m ü. NN), auf dem die Polackenschanze (KD) liegt, befindet sich idyllisch im Bergwald versteckt die um 1100 n. Chr. erbaute Burg Sternberg (334,1 m ü. NN).

## Tourismus und Wirtschaft
Vom Dörenberg, dem Mittelpunkt des nördlichen Lipper Berglandes, führen Wanderwege in alle Himmelsrichtungen. Über den Berg verlaufen: Hansaweg und Burgensteig. Für den Wintersport gibt es im Asmissener Weiler Linderhof eine Skipiste mit Seilbahn.
Der Panoramablick erfasst im Norden das Wiehengebirge und Wesergebirge und im Osten den Süntel, Ith, Vogler und Solling, während sich im Südwesten der Teutoburger Wald und südlich davon das Eggegebirge erstreckt.
Auf dem Berg stehen ein Sendeturm und Windkraftanlagen.

## Frühere militärische Nutzung
Aufgrund seiner strategisch interessanten Lage wurde der Dörenberg früher ständig militärisch genutzt. Die dortige Radarstation, genauso wie die Raketenabschussbasis auf dem 3 km nordwestlich im Nordteil der Gemarkung Dörentrup nahe dem in der Nachbargemeinde Kalletal befindlichen Lüdenhausen gelegenen Steinberg (396 m ü. NN), wurde gegen Ende des Kalten Krieges aufgegeben und demontiert.